# Danska Hector (1563)
Danska Hector var ett danskt skepp som togs av svenskarna i slaget vid Bornholm den 30 maj 1563 tillsammans med skeppen Hercules och Hjorten. Skeppet blev senare svenskt amiralsskepp under Nils Grip, samt utmärkte sig under sjöslaget vid Bukow 1565 samt ånyo i nästa sjöslaget vid Bornholm den 7 juli 1565.